# Onema Grace Geyoro

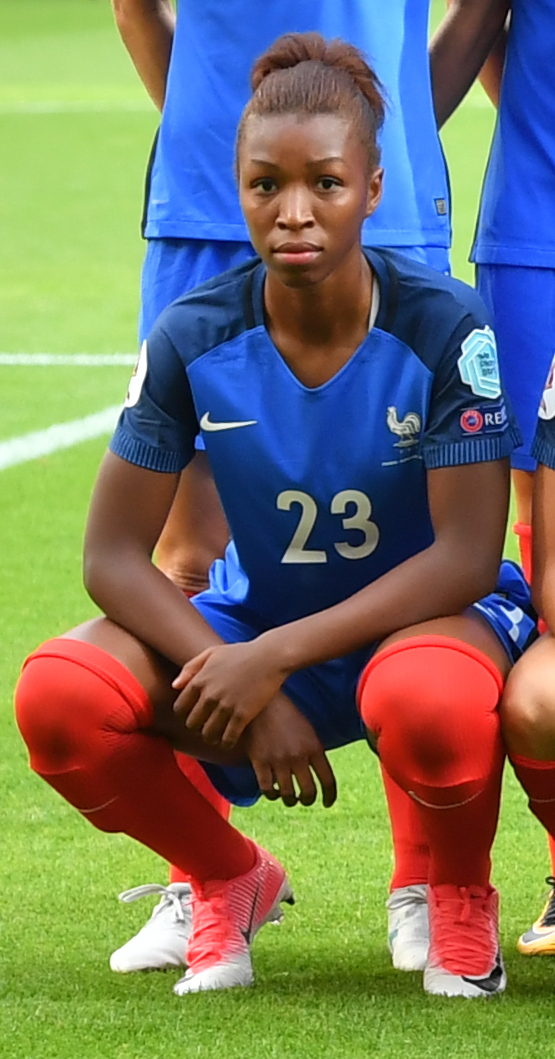
Geyoro im Jahr 2017

Onema Grace Geyoro (* 2. Juli 1997 in Kolwezi, DR Kongo), gelegentlich auch nur kurz Grace Geyoro genannt, ist eine französische Fußballspielerin.

## Vereinskarriere
Onema Grace Geyoro kam als Kind mit ihrer Familie aus dem Kongo nach Frankreich. Als Elfjährige schloss sie sich der Mädchenfußballabteilung der US Orléans an, ein Jahr später dem in der Nachbarschaft von Orléans beheimateten SMOC Saint-Jean-de-Braye. Dort bereits wurde ihr großes Talent erkannt und gewürdigt, als die Regionaluntergliederung des Olympischen Sportbundes sie auszeichnete. 2012 wechselte sie in die Jugendabteilung des Hauptstadtklubs Paris Saint-Germain FC und zog nach Rambouillet, wo sie ein Lyzeum besuchte.
Die defensive Mittelfeldspielerin, die im Verein auch immer wieder in der hinteren Viererkette Verwendung findet, gilt als eher zurückhaltend und mannschaftsdienlich; dabei verfügt sie über eine gute Schusstechnik, bevorzugt es aber, ihre Mitspielerinnen mit Vorlagen zu versorgen. Sie kam erstmals im Oktober 2014 in PSGs Erstligateam zum Einsatz, als sie gegen den FF Issy für Fatmire Alushi eingewechselt wurde. Auch in der Saison 2015/16 blieb es noch bei punktuellen Einsätzen; in der Saison 2016/17 allerdings wurde sie zur Stammspielerin, fehlte lediglich während ihrer Teilnahme an der U-20-Weltmeisterschaft (siehe weiter unten) und hatte 17 D1F-Einsätze für PSG zu verzeichnen, 15-mal davon in der Startformation. Auch im Europapokalwettbewerb hat Trainer Patrice Lair sie bereits regelmäßig berücksichtigt. 2018 gewann sie den Landespokal. Ihr Vertrag bei Paris Saint-Germain läuft noch bis 2022.
2024 wurde sie für den Ballon d’Or féminin nominiert.

### Stationen
- US Orléans (2008/09)
- SMOC Saint-Jean-de-Braye (2009–2012)
- Paris Saint-Germain FC (seit 2012, ab 2014 in dessen Ligafrauschaft)

## Nationalspielerin

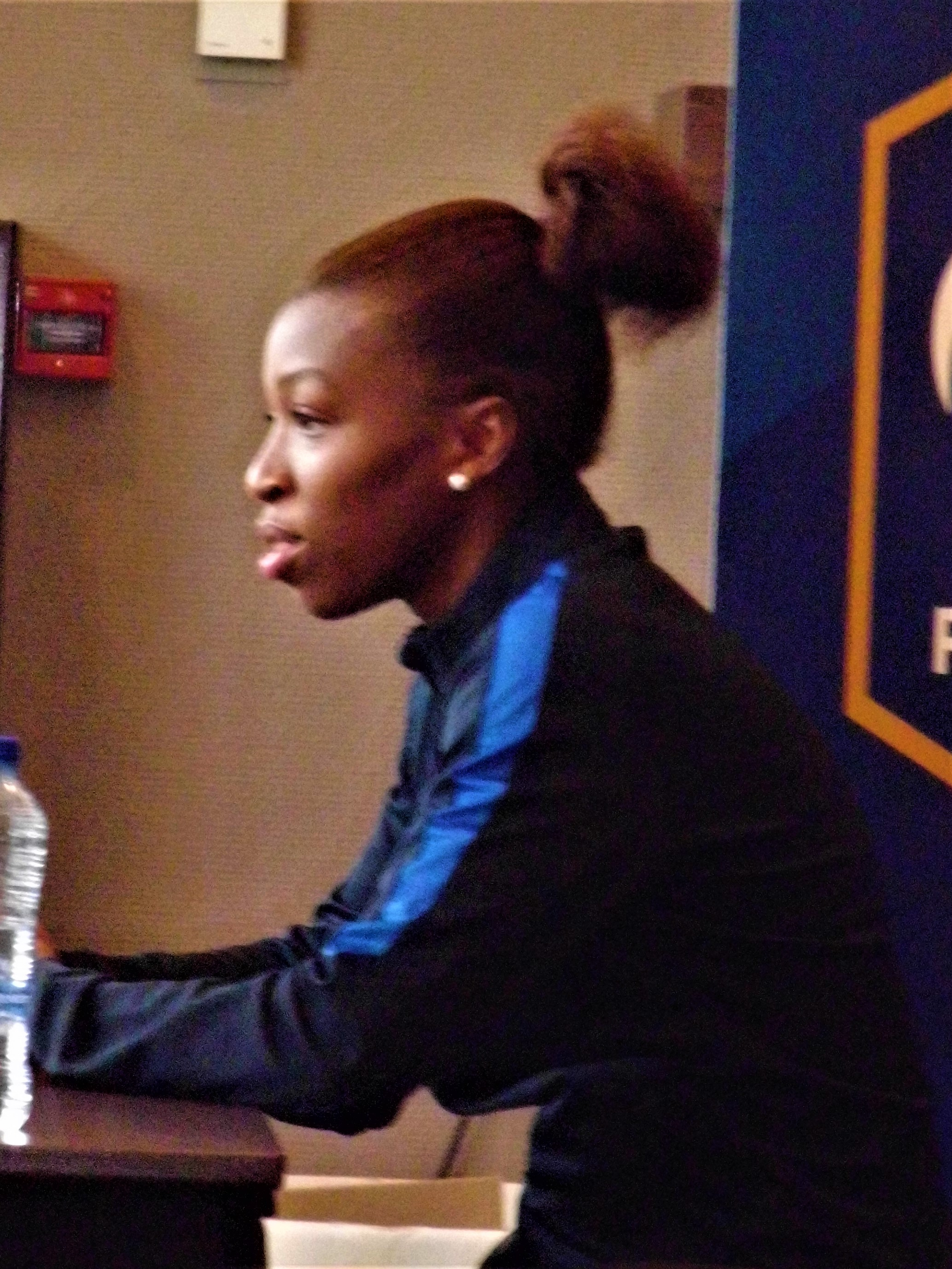
Grace Geyoro bei einem Interview während der EM 2017

Nur wenige Tage nach ihrem 15. Geburtstag bestritt Onema Grace Geyoro mit Frankreichs U-16-Auswahl vier Spiele beim Nordic Cup – damals noch als Stürmerin. 2012 und 2013 stand sie fünfmal mit der U-17 auf dem Rasen und wurde dabei Weltmeisterin 2012. Mit der U-19, für die sie insgesamt 20 Einsätze bestritten und fünf Tore erzielt hat, erreichte sie 2015 das Halbfinale der Europameisterschaft und gewann ein Jahr später sogar den EM-Titel in dieser Altersklasse, wobei sie im 2016er-Turnier zwei Treffer erzielte, einen davon beim 2:1-Finalsieg gegen Spanien. Mit der französischen U-20 schließlich wurde sie im selben Jahr Vizeweltmeisterin. Auch bei dieser WM in Papua-Neuguinea, in der sie während sämtlichen sechs Begegnungen vom Anpfiff an auf dem Platz stand, gelang ihr ein Tor, und das wiederum im Endspiel. Diesmal bedeutete ihr frühes Führungstor aber lediglich den Ehrentreffer der Französinnen bei ihrer 1:3-Niederlage gegen Nordkorea.
In der französischen A-Nationalelf debütierte sie im Januar 2017 auf Réunion gegen Südafrika, wo sie während der letzten 20 Minuten Sandie Toletti ersetzte. Nationaltrainer Olivier Echouafni nahm Geyoro daraufhin fünf Wochen später auch zum SheBelieves Cup in die USA mit; dort spielte sie sowohl gegen die Engländerinnen als auch gegen Deutschland über volle 90 Minuten, gegen die deutschen Frauen in der Innenverteidigung an der Seite von Wendie Renard. Echouafni nominierte sie dann auch für das französische Europameisterschaftsaufgebot 2017, wo sie drei der vier Begegnungen über die volle Distanz bestritt. Für Echouafnis Nachfolgerin Corinne Diacre ist Geyoro die Spielerin „für den entscheidenden Pass“, auch wenn Geyoro insbesondere 2018/19 nicht mehr immer ihre erste Wahl war. Dennoch fand sie Berücksichtigung im französischen 23er-Kader zur WM 2019 im eigenen Land und zählt auch zum Aufgebot für die Europameisterschaft 2022.
Bisher hat sie für die Bleues 53 Länderspiele bestritten, in denen ihr elf Treffer gelangen. (Stand: 23. Juli 2022) Das zweite ihrer Tore, im November 2019 anlässlich der Europameisterschaftsqualifikation gegen Serbien erzielt, war ein Volleyschuss von außerhalb des Strafraums, der an die Innenkanten von Querlatte und Torpfosten knallte und von dort ins Netz flog; L’Équipe würdigte diesen Kunstschuss mit den Worten „Dies dürfte für lange Zeit das schönste Tor bleiben.“ Und bei dem denkwürdigen Europameisterschaftsspiel 2022 gegen Italien, in dem ihr Team in der ersten Halbzeit fünfmal getroffen hatte, trug sie einen Hattrick bei.
Sie wurde für die WM-Endrunde 2023 in Australien und Neuseeland nominiert, in jedem der fünf Spiele ihres Teams eingesetzt und schied mit der Mannschaft im Viertelfinale nach Elfmeterschießen gegen die Australierinnen aus.

## Palmarès
- Französische Meisterin: 2021
- Französische Pokalsiegerin: 2018, 2022